# 宗巴音
宗巴音或宗巴彦是蒙古国西南东戈壁省赛音山达的一个定居点，2008年人口为1,606。蒙古纵贯铁路途径该地。1947年，在宗巴音发现油田，后曾为苏联和蒙古军队的基地。